# دو و میدانی در المپیک تابستانی ۱۹۶۰ – پرش طول مردان
پرش طول مردان (انگلیسی: Athletics at the 1960 Summer Olympics – Men's long jump) یک رقابت دو و میدانی در بازی‌های المپیک تابستانی ۱۹۶۰ بود که در ۲ سپتامبر برگزار شد.